# Anton Mesenich
Anton Mesenich (* 1607 oder 1608 in Ehrenbreitstein; † 17. April 1682 in Villmar) war ein römisch-katholischer Geistlicher und Benediktiner.
Mesenich wirkte in der Benediktinerabtei St. Matthias in Trier. Er fungierte zweimal als Pfarrvikar in St. Medard (1637–1648 sowie 1653–1657). Von 1657 bis zu seinem Lebensende war er Pfarrvikar von St. Peter und Paul in Villmar.

## Werke
- Phison mysticus, hydriis sex evangelicis exceptus // Geistlich Paradeyß- oder Goltbrunn // Bett- und Sangbüchlein zu Ehrn Gottes und deß J. Apostels Matthiae: Trier, Reulandt, 1652